# Jona (svetopisemska knjiga)
Jona je ena izmed knjig Svetega pisma in spada v Staro zavezo. Jona je bil Judovski prerok, ki je verjetno živel v 8. stoletju pr. n. št.

## Zgodba o Jonu
Bog je poslal preroka Jono v Ninive, da bi ljudem povedal, naj se pokesajo svojih grehov. Ker ni hotel iti, se je odpeljal v Taršiš z ladjo, vendar je nastala velika nevihta. Jona je vedel, da je sam kriv, in rekel mornarjem, naj ga vržejo v morje, in neurje se je umirilo. Bog je poslal veliko ribo, da Jona pogoltne. Prerok je bil v ribjem trebuhu tri dni in tri noči in se pokesal, ker ni ubogal Boga; potem ga je riba vrgla na kopno. Jona je šel v Ninive in jim rekel, da bo Bog uničil mesto, če se ne pokesajo. Ljudje so se res obrnili od svojih grehov in mesto je bilo rešeno.